# Warau (volk)
De Warau (soms ook geschreven als: Warao) is een Zuid-Amerikaans inheems volk.

## Leefgebied
De Warau concentreren zich in en om de Orinoco-delta in Oost-Venezuela, maar een afsplitsing leeft ook aan de westelijke grens van Guyana rond de Barima. De Warau leefden waarschijnlijk al vóór de Arowakken en Kari'na in het Corantijngebied.
Rond 1767 ontvluchtte een gedeelte van het volk de Spaanse kolonisators en verplaatsten zich naar de Nederlandse kolonie Essequebo. Tijdens de Britse periode werkten veel Warau als slaaf op de suikerplantages.
Volgens het Joshua Project zouden zich nog Warau in het district Nickerie van Suriname bevinden, bij de grens met Guyana. Ook wonen er nog Waraus in Post Utrecht.

## Cultuur
De Warau spreken het Warau, een taal die enigszins lijkt op het Karaïbs en Arowaks, maar behoort tot een aparte linguïstische stam en heeft een geheel ander vocabulaire. Arthur Philip en Frederik Paul Penard menen dat de gebruiken van de Warau niet veel verschillen van die van de Karaïben. Evenmin als de kleine stam van de Akuriyo bedrijven de Warau landbouw. Het waarnemingsvermogen van de Warau kent, volgens C.H. de Goeje, `een natuurlijke aanleg tot gewaarwording van bovenzinnelijke dingen' en die aanleg kan zo `opgekweekt worden, dat men samenhangende waarnemingen krijgt van wezens, die zich o.a. kenbaar maken als het innerlijk van de natuur'. Illustratief voor hun wijze van waarnemen is dat zij het woord kahebu of akahebu hanteren in vier betekenissen: de menselijke ziel, de ziel van een afgestorvene, een schaduw en het beeld in een spiegel (een verschijnsel dat ook in het Wayana voorkomt: akwali betekent ziel, akwalimpë geest van een dode, en schaduw; Amole is ziel, maar duidt ook de oogpupil aan, en een sjamaan in trance.) Die samenhang van natuurlijke en bovennatuurlijke wereld die De Goeje in 1930 constateerde en die ook bekend is van andere inheemsen, is door Maria Matilde Suárez in 1971 nauwkeuriger beschreven. Zij wijst er echter ook op dat er tekenen zijn dat het geheel van geloof en waarden aan het verzwakken is en dat onder invloed van buitenaf de traditionele cultuur aan het verdwijnen is.

## Orale literatuur
De Warau-kosmologie vindt haar uitdrukking in mythische vertellingen. Een ontstaansmythe over de oorsprong van het mensdom verhaalt van de jonge Warau Okonoróté die op jacht was in een tijd toen de Warau nog boven in de lucht leefden. Hij ontdekte een groot gat en zag beneden allerlei dieren lopen. Hij daalde op de aarde neer, keerde met een rijke jachtbuit terug en op zijn volgende tocht vergezelden hem de andere Warau. Maar een van de laatsten die afdaalden was de dikke vrouw Okona-koera die in het gat bleef steken. De Warau konden niet meer terug en moesten wel op aarde blijven wonen, en de vrouw is nog steeds te zien als de morgenster.

Haboeli en de boze Teteli (1978) is een in boekvorm verschenen avonturenverhaal rond de zowel bij Warau als Arowakken bekende figuur van Haboeli (ook: Haboeri of Haburi). Het verhaal is een voorbeeld van de hybride genese van een `Warau'-boek. Het werd geschreven - niet verteld - door de half-Warause Stella Vlet (geboren in 1921, boven Washabo aan de Corantijnrivier). Deze Stella Vlet bracht haar jeugd in Paramaribo door en verbleef later tien jaar in Georgetown en MacKenzie. Zij schreef haar verhaal in het Engels; het werd door de Arowakse hoofdonderwijzer Tecumseh (pseudoniem van Harold Blanca) bewerkt en herschreven voor de Surinaamse jeugd in het Nederlands. Leonore de Vries, coördinatrice van het Jeugd Lektuur Projekt, redigeerde vervolgens die tekst voor de boekuitgave.

## Venezuela

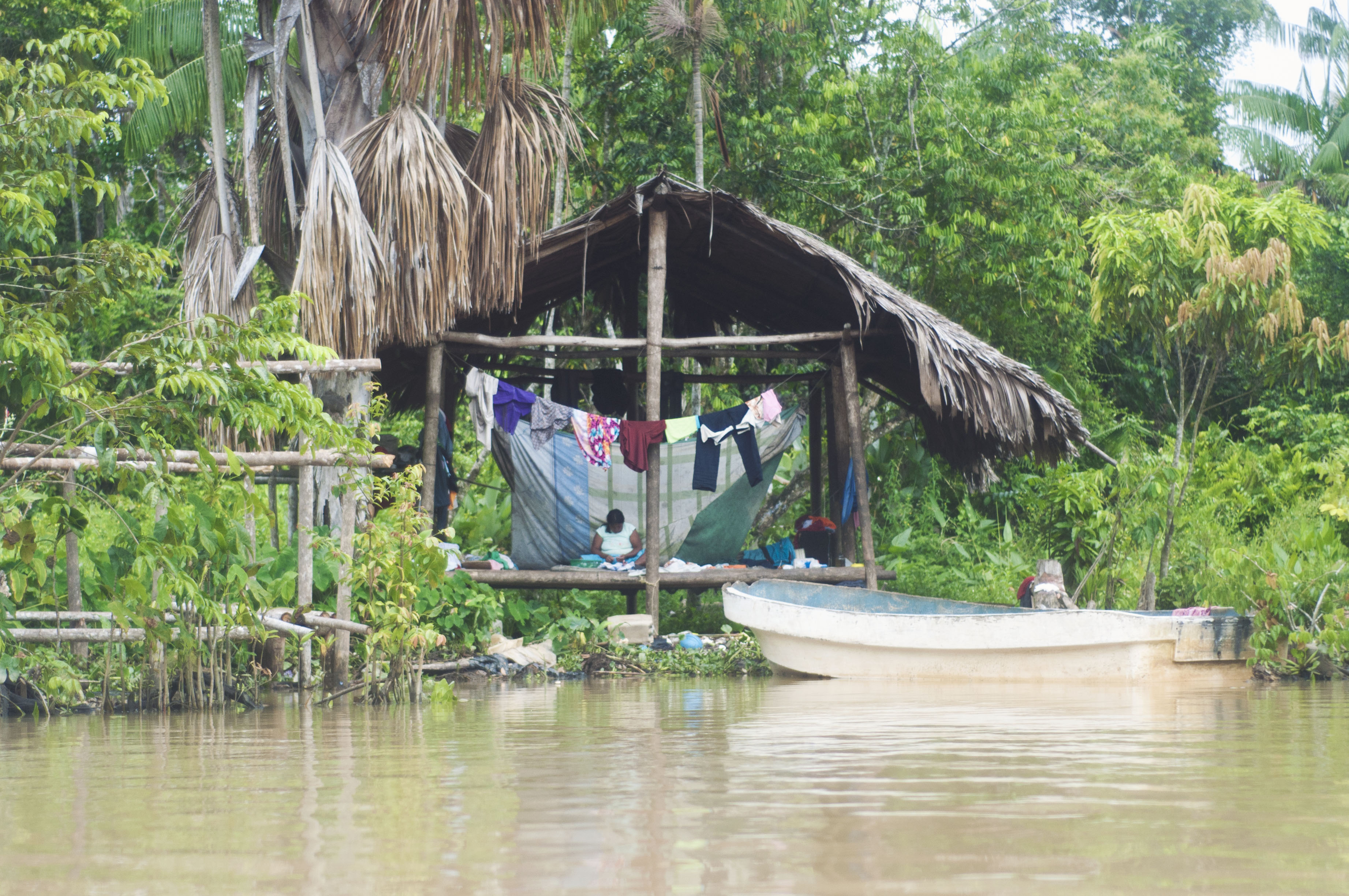
Huis in de Orinocodelta

De Warau in Venezuela leven aan de Orinoco waar weinig of geen voorzieningen zijn. De meeste dorpen hebben geen schoon drinkwater en geen medische voorzieningen. Het grootste deel van de bevolking is analfabeet en spreekt niet of nauwelijks Spaans. De sterftecijfers zijn hoog door tuberculose en HIV.
Sinds de jaren 2010 is er sprake van een vluchtelingencrisis door de politieke instabiliteit van Venezuela. Een deel van de Warau vluchtte naar Brazilië, maar was daar niet welkom, en werd niet erkend als inheemse stam. In Guyana werden de Warau getolereerd, omdat het een verhuizing binnen de stam was, maar bevinden zich Warau in afgelegen gebieden waar geen voorzieningen zijn. Kamwatta en Whitewater, Waraudorpen aan de grens, luidden in 2018 de noodklok omdat ze de vluchtelingenstroom niet meer aan kunnen.